# Meiya Tirera
Meiya Tirera (Bamako, 15 d'abril de 1986) és una jugadora de bàsquet maliana.
Pivot, ha jugat entre 2016 i 2021 a diversos equips de la Lliga femenina destacant la seva capacitat anotadora. La temporada 2016-17 jugà al Cadí la Seu, amb el qual guanyà la Lliga catalana i fou escollida MVP de la final. L'estiu de 2017 fitxà pel Valencia Basket Club de la Lliga femenina 2. En la seva primera temporada aconseguí l'ascens a la Primera Divisió i la temporada 2019-20 disputà l'EuroCup Women. Es convertí en la màxima anotadora històrica del club taronja (1217), essent superada posteriorment per Queralt Casas. Despres de tres temporades, fitxà per l'IDK Euskotren.
Internacional amb la selecció maliana entre 2003 i 2022, ha disputat set Campionats d'Àfrica, aconseguint un subcampionat (2009) i tres medalles de bronze (2011, 2017, 2019). També ha participat a dos Campionats del Món (2010, 2022) i als Jocs Olímpics de Beijing 2008, essent la primera vegada que el combinat malià ha competit en uns Jocs Olímpics.

## Palmarès
Selecció maliana
- 1 medalla d'argent al Campionat d'Àfrica de bàsquet femení (2009)
- 3 medalles de bronze al Campionat d'Àfrica de bàsquet femení (2011, 2017, 2019)
- 1 medalla d'or als Jocs Panafricans de 2015